# 梟とナイチンゲール
梟とナイチンゲール（ふくろうとナイチンゲール、The Owl and the Nightingale）は、13世紀初頭に書かれた中英語の詩。梟とナイチンゲールの2羽が問答する。作者、元にした作品は不詳。南西部の方言による。

## 作者・年代
写本は2種が伝存し、1つは英国図書館のBL MS Cotton Caligula A.IX、もう1つはオクスフォード大学のジーザス・コレッジのJesus College MS 29に属する。両方とも13世紀後半、おそらく1275年以降に成立したとされる。詩が書かれた年はヘンリー2世の死没の記述があることから1189年以後1216年までの間とする説が伝統的であるが、ヘンリー2世でなくヘンリー3世に関する言及であるとして1272年以後とする説もある。作者は議論があり、13世紀の詩人ギルドフォードのニコラス（w:Nicholas of Guildford）や教会に携わる僧が候補に挙げられている。

## 参考書籍
- Huganir, Kathryn (1931). The Owl and the Nightingale: Sources, Date, Author. Philadelphia, University of Pennsylvania Press.